# Erich Köchermann

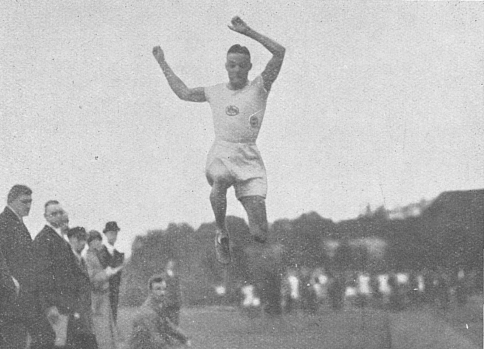
Erich Köchermann, 1926 in Köln

Erich Köchermann (* 21. Mai 1904 in Dommitzsch; † 21. Juli 1964 in Hamburg) war ein deutscher Weitspringer, der in den Jahren um 1930 aktiv war. Erich Köchermann war 1,70 m groß und wog 64 kg. Er startete für den SC Victoria Hamburg.

## Wirken

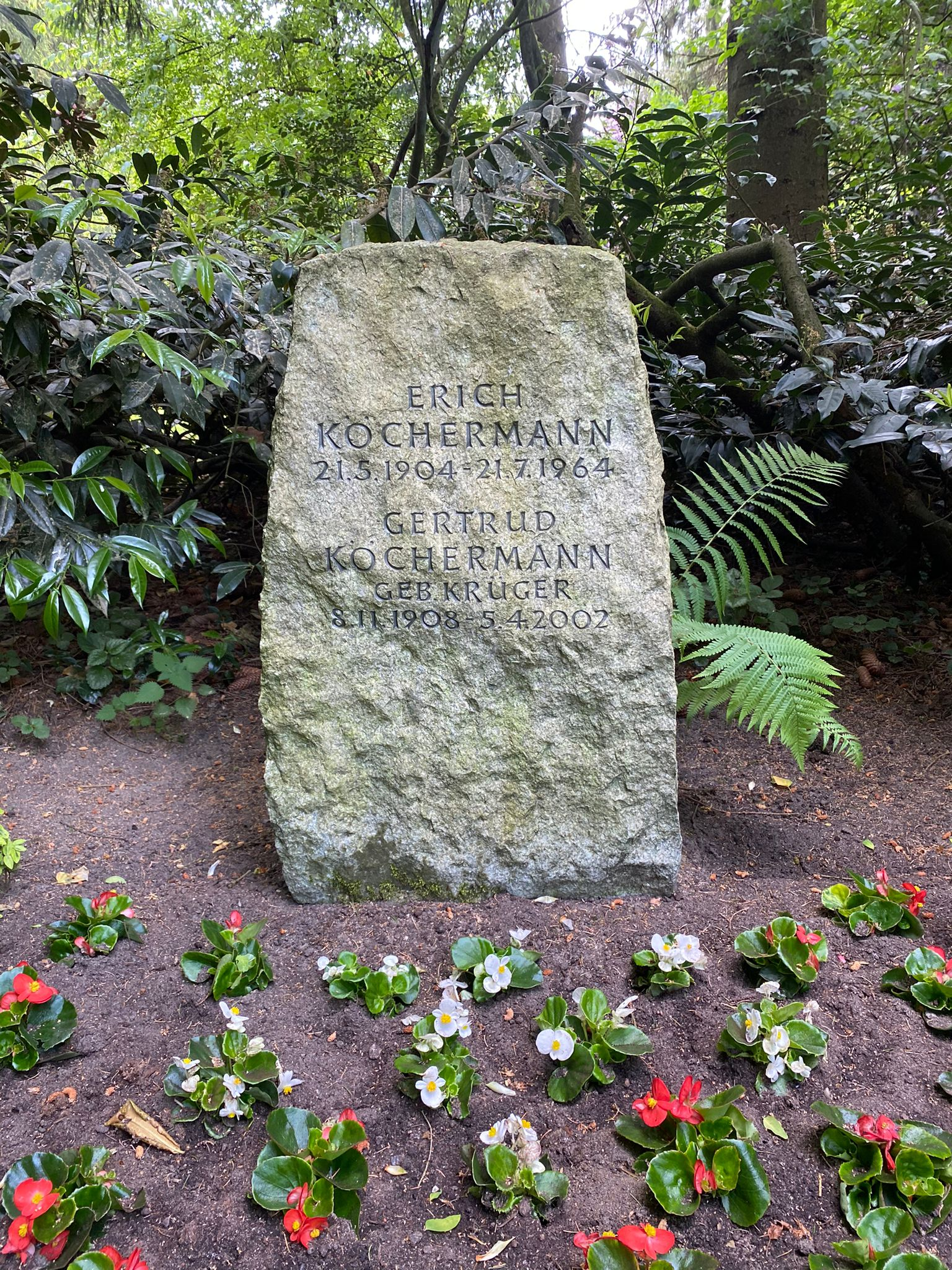
Grabstätte auf dem Friedhof Volksdorf

Er gewann viermal bei den Deutschen Leichtathletik-Meisterschaften:
- 1928: Meister
- 1929: Meister
- 1930: Meister
- 1931: Vizemeister
- 1932: Meister

Köchermann nahm an zwei Olympischen Spielen teil:
- 1928 in Amsterdam wurde er von drei weiteren deutschen Weitspringern – Rudolf Dobermann, Willi Meier und Helmut Schlöske – begleitet. Mit einem Sprung über 7,35 m kam er als zweitbester deutscher Teilnehmer hinter Meier, der 7,39 m sprang, auf den fünften Platz (es siegte der US-Amerikaner Ed Hamm mit 7,73 m).
- 1932 in Los Angeles war er als einziger deutscher Weitspringer am Start. Es lief jedoch nicht gut für ihn: Mit schwachen 5,75 m kam er unter zwölf Teilnehmern auf den elften Platz (der Sieger, der US-Amerikaner Ed Gordon, sprang 7,64 m).

Am 16. September 1928 stellte Köchermann in Hamburg mit einer Weite von 7, 64 Metern den am 10. Juni 1928 von Rudolf Dobermann aufgestellten deutschen und europäischen Rekord ein. Erst fünf Jahre später am 12. August 1933 übertraf Luz Long diese Bestleistungen mit einer Weite von mit 7,65 Metern. (Europäische Rekorde zwischen 1901 und 1936 nicht ratifiziert.)
Erich Köchermann verstarb 60-jährig in Hamburg und wurde auf dem dortigen Friedhof Volksdorf (Grablage Dh 67) beigesetzt. 